# Gliese 56
Gliese 56 is een hoofdreeksster van het type K, gelegen in het sterrenbeeld Walvis op 105,82 lichtjaar van de Zon. De ster heeft een baansnelheid rond het galactisch centrum van 79,4 km/s.